# Jörg Vögele
Jörg Vögele (* 2. Dezember 1956 in Durmersheim) ist ein deutscher Historiker, Professor für Neuere und Neueste Geschichte und Geschäftsführer des Instituts für Geschichte der Medizin der Heinrich-Heine-Universität Düsseldorf.

## Werdegang
Vögele studierte an den Universitäten Konstanz und Bristol und wurde – nach Staatsexamen und M.A. – 1987 in Konstanz zum Dr. phil. promoviert. Die Habilitation erfolgte 1999 in Düsseldorf. 1987 nahm er wissenschaftliche Tätigkeiten an den Universitäten Konstanz, wo er bis 1989 blieb, und Liverpool im Fachbereich Wirtschaftsgeschichte auf. In Liverpool wechselte er 1991 als stellvertretender Direktor ans Institute for European Population Studies. Gleichzeitig wurde er wissenschaftlicher Mitarbeiter und stellvertretender Direktor am Institut für Geschichte der Medizin der Heinrich-Heine-Universität Düsseldorf. Erstere Tätigkeit legte er 2000 nieder. In seiner Liverpooler Zeit war er von 1993 bis 1994 Feodor-Lynen-Stipendiat der Alexander von Humboldt-Stiftung und von 1994 bis zu seinem Ausscheiden Fellow der Universität Liverpool (School of History). Als Leiter des Arbeitskreises Historische Demographie der Deutschen Gesellschaft für Demographie fungierte er von 1998 bis 2006. Im Sommersemester 2001 nahm er eine Gastprofessur an der Karls-Universität Prag an. Von 2003 bis 2009 hatte er eine Lehrstuhlvertretung am Institut für Geschichte der Medizin der Heinrich-Heine-Universität Düsseldorf inne. Daneben war er von 2003 bis 2015 in Düsseldorf Geschäftsführer und wissenschaftlicher Mitarbeiter am Institut für Geschichte, Theorie und Ethik der Medizin. Seit 2016 ist er wissenschaftlicher Mitarbeiter und Kurator der Graphiksammlung Mensch und Tod an ebendiesem Institut der Universität Düsseldorf.
Seine Hauptarbeitsgebiete sind neben der Sozialgeschichte der Medizin, die historische Demografie und Epidemiologie, die Geschichte des öffentlichen Gesundheitswesens in Deutschland und England, die Geschichte der Säuglingsfürsorge und Säuglingsernährung, das Bezugsfeld Migration/Gesundheit, die Sozial-, Wirtschafts- und Kulturgeschichte von Urbanisierung und Globalisierung am Beispiel europäischer Hafenstädte sowie quantifizierende Methoden. Zu diesen Spezialthemen hält er auch gelegentlich Vorträge.

## Publikationen (Auswahl)

### Monografien
- Sozialgeschichte städtischer Gesundheitsverhältnisse während der Urbanisierung (= Schriften zur Wirtschafts- und Sozialgeschichte, Bd. 69), Berlin 2001.
- Urban Mortality Change in England and Germany, 1870–1910 (= Liverpool Studies in European Population, Bd. 5), Liverpool 1998.
- Getreidemärkte am Bodensee im 19. Jahrhundert. Strukturen und Entwicklungen (= Beiträge zur südwestdeutschen Wirtschafts- und Sozialgeschichte, Bd. 10), St. Katharinen 1989.

### Herausgeberschaften
- Sein oder Nichtsein – Suizid in Wissenschaft und Kunst, Gera 2022 (mit Katharina Heinrichs).
- Infant feeding and nutrition during the nineteenth and twentieth centuries. Göttingen 2020 (mit Timo Heimerdinger).
- Dancing with Mr. D. Tod in Popmusik und Kunst, Köln 2019 (mit Anna Schiller und Luisa Rittershaus).
- Gateways of Disease. Public Health in European and Asian Port Cities at the Birth of the Modern World in the late 19th and early 20th Century, Göttingen 2015 (mit Hideharu Umehara).
- Macht ein langes Leben Sinn? Der vorzeitige Tod als Identitäts- und Sinnstiftungsmuster in historischer Perspektive (= Historical Social Research, Special Issue, 34), 2009 (mit Thorsten Halling und Silke Fehlemann).
- Spinning the Commercial Web. International Trade, Merchants and Commercial Cities, c. 1640–1939, Frankfurt a. M. 2004 (mit Margrit Schulte Beerbühl).
- Stadt, Krankheit und Tod. Geschichte der städtischen Gesundheitsverhältnisse während der epidemiologischen Transition (vom 18. bis ins frühe 20. Jahrhundert) (= Schriften zur Wirtschafts- und Sozialgeschichte, Bd. 62), Berlin 2000 (mit Wolfgang Woelk).